# Huawei P10
Das Huawei P10 ist ein High-End-Android-Smartphone von Huawei. Auf dem Mobile World Congress 2017 im Februar angekündigt, ist das P10 der Nachfolger des Huawei P9. Zu den bemerkenswerten Merkmalen gehören ein 5,1-Zoll-Display und eine Leica-Dualkamera, die 3D-Erkennung und dynamische Beleuchtung zur Bildverbesserung nutzt.

## Technische Daten

### Design
Das Huawei P10 ist aus massivem Metall gefertigt. Die P10-Serie, welche die Varianten Plus und lite umfasst, verfügt über einen Fingerabdruckscanner auf der Vorderseite des Telefons, der anstelle von Bildschirmtasten verwendet werden kann.

### Display
Das Huawei P10 verfügt über eine Full-HD-LC-Display, während das Huawei P10 Plus über ein verbessertes QHD-Display verfügt. Das Display ist deutlich heller als das des P9, was eine bessere Sicht bei Sonnenlicht ermöglicht.

### Kamera
Das Huawei P10 verwendet eine Leica-Kamera, die mit einem 12-MP-Farbsensor und einem 20-MP-Monochrom-Sensor ausgestattet ist. Farb- und Monochrom-Sensordaten werden kombiniert, um Bilddetails und Dynamikumfang zu verbessern und gleichzeitig den Rauschpegel zu senken. Die Objektive für beide Sensoren haben eine F2,2-Blende. Der Farbsensor verfügt über eine optische Bildstabilisierung. Weitere Merkmale der Kamera sind der lasergestützte Autofokus, ein zweifarbiger LED-Blitz und eine 4K-Videoaufzeichnung.